# Суварте Соедармаџи
Суварте Соедармаџи (6. децембар 1915 – 1979) био је индонежански фудбалски нападач који је играо за Холандску Источну Индију на Светском првенству у фудбалу 1938. године .  Такође је играо за ХБС Соерабају.